# Mathieu Martins
Pour les articles homonymes, voir Martins.
 (janvier 2024).
La mise en forme du texte ne suit pas les recommandations de Wikipédia : il faut le « wikifier ».
Les points d'amélioration suivants sont les cas les plus fréquents :
- Les titres sont pré-formatés par le logiciel. Ils ne sont ni en capitales, ni en gras.
- Le texte ne doit pas être écrit en capitales (les noms de famille non plus), ni en gras, ni en italique, ni en « petit »…
- Le gras n'est utilisé que pour surligner le titre de l'article dans l'introduction, une seule fois.
- L'italique est rarement utilisé : mots en langue étrangère, titres d'œuvres, noms de bateaux, etc.
- Les citations ne sont pas en italique mais en corps de texte normal. Elles sont entourées par des guillemets français : « et ».
- Les listes à puces sont à éviter, des paragraphes rédigés étant largement préférés. Les tableaux sont à réserver à la présentation de données structurées (résultats, etc.).
- Les appels de note de bas de page (petits chiffres en exposant, introduits par l'outil «  Source ») sont à placer entre la fin de phrase et le point final[comme ça].
- Les liens internes (vers d'autres articles de Wikipédia) sont à choisir avec parcimonie. Créez des liens vers des articles approfondissant le sujet. Les termes génériques sans rapport avec le sujet sont à éviter, ainsi que les répétitions de liens vers un même terme.
- Les liens externes sont à placer uniquement dans une section « Liens externes », à la fin de l'article. Ces liens sont à choisir avec parcimonie suivant les règles définies. Si un lien sert de source à l'article, son insertion dans le texte est à faire par les notes de bas de page.
- La présentation des références doit suivre les conventions bibliographiques. Il est recommandé d'utiliser les modèles {{Ouvrage}}, {{Chapitre}}, {{Article}}, {{Lien web}} et/ou {{Bibliographie}}. Le mode d'édition visuel peut mettre en forme automatiquement les références.
- Insérer une infobox (cadre d'informations à droite) n'est pas obligatoire pour parachever la mise en page.

Pour une aide détaillée, merci de consulter Aide:Wikification.
Si vous pensez que ces points ont été résolus, vous pouvez retirer ce bandeau et améliorer la mise en forme d'un autre article.
 (janvier 2024).
 (janvier 2024).
 (janvier 2024).
 (janvier 2024).
Il peut être nécessaire de l'améliorer pour respecter le principe de neutralité de point de vue. 

Pas d'image ? Cliquez ici
Mathieu Martins, né le 24 août 2001 à Paris, est un pilote automobile français. Il a commencé sa carrière à l'âge de 15 ans au Racing Kart de Cormeilles. En 2023, il participe au championnat Ultimate Cup Series avec une Porsche 992 Cup et le team Martinet by Alméras.

## Biographie

### Karting
Mathieu Martins a commencé le karting au Racing Kart de Cormeilles dans le cadre de l'Objectif 24 (équipe de jeunes pilotes s'entraînant sur des karting de location pour apprendre les bases du pilotage).
En 2018, Mathieu Martins rejoint la Joker Team, (équipe de jeunes pilotes participant à plusieurs courses d'endurance en karting dans le cadre de la Sodi World Series (championnat mondial de karting)).
En 2019, Mathieu Martins, avec la Joker Team, finit vice-champion du monde Sodi Word Series. En 2022, la Joker Team finit champion du monde Sodi World Series. Aujourd'hui, Mathieu Martins, avec la Joker Team, participe toujours à la Sodi World Series.

### Automobile

#### Funcup
En 2018, Mathieu Martins fait ses débuts sur circuit avec la VW Funcup France. Il partage le volant avec son père Carlos Martins, ainsi qu'avec des clients de BMA Group, l'entreprise de son père, et avec l'équipe Orhès Racing. Il participe au championnat « corporate » de la VW Funcup France où il termine 3e du championnat.
En 2019, Mathieu Martins fait équipe avec Olivier Pernaut, Olivier Porta et Benjamin Rivière pour une nouvelle saison en VW Funcup France. Ils finissent 5e du championnat avec 2 podiums.

#### Ligier JS2 R
En 2020, Mathieu Martins participe à la Ligier European Series, un championnat Ligier en ouverture des courses de l'European Le Mans Series, avec une Ligier JS2 R de l'équipe M Racing dirigée par Yvan Muller. Il termine cette saison avec une 3e place au championnat, 5 podiums sur 12 courses et 4 pole position.
En 2021, Mathieu Martins participe à une nouvelle saison en Ligier European Series, accompagné d'Olivier Pernaut comme coéquipier avec l'équipe Orhès Racing. Ils finissent vice-champion d'Europe avec 10 podiums sur 12 courses et 2 pole position.

#### Porsche 992 Cup
En novembre 2021, Mathieu Martins participe à la sélection du Junior Porsche Carrera Cup France 2022. Ce sont deux jours intensifs de tests chapeautés par l’équipe de la Porsche Carrera Cup France et par Patrick Pilet, pilote Porsche Motorsport. Mathieu Martins est élu Junior Porsche France 2022 et participe à la saison 2022 de la Porsche Carrera Cup France, avec l'équipe Martinet by Alméras. Mathieu Martins finit 6e du championnat, seul rookie à la 4e place pour la finale sur le circuit du Castellet.
En 2023, Mathieu Martins se tourne vers la course d'endurance, il participe à l'Ultimate Cup Series, toujours en Porsche 992 Cup, avec l'équipe Martinet by Alméras. L'équipage est composé de Mathieu Martins, Julien Froment et Joffrey Dorchy. Ensemble, ils terminent Champion Ultimate Cup Series avec 5 podiums sur 6 courses.

## Résultats en compétition automobile
| Saison | Championnat                | Écurie              | Courses | Victoires | Pole positions | Podiums | Classement |
| ------ | -------------------------- | ------------------- | ------- | --------- | -------------- | ------- | ---------- |
| 2018   | VW Funcup                  | Ohrès Racing        | 6       | 2         | 0              | 3       | 3          |
| 2019   | VW Funcup                  | Ohrès Racing        | 6       | 0         | 1              | 2       | 5          |
| 2020   | Ligier Europeanreal        | M Racing            | 12      | 3         | 4              | 5       | 3          |
| 2021   | Ligier European Series     | Ohrès Racing        | 12      | 5         | 2              | 10      | 2          |
| 2022   | Porsche Carrera Cup France | Martinet by Alméras | 6       | 0         | 0              | 0       | 6          |
| 2023   | Ultimate Cup Series        | Martinet by Alméras | 6       | 5         | 5              | 5       | 1          |
| 2024   | Ibérian GT4                | Racar Motorsport    | 12      | 2         | 1              | 5       | 2          |